# Cerro da Vila
O Cerro da Vila, igualmente conhecido como Villa Romana de Vilamoura ou Ruínas Romanas do Cerro da Vila, é um sítio arqueológico romano em Vilamoura, no município de Loulé, na região do Algarve, em Portugal.
Consiste principalmente nas ruínas de uma antiga povoação romana do século I a.C., formada por uma abastada casa rural, um centro produtivo baseado na agricultura e na pesca, uma necrópole e várias estruturas portuárias. A povoação continuou a ser habitada durante os períodos visigótico e islâmico, sendo abandonada no século XI.
Foi classificado como Imóvel de Interesse Público em 1977. O sítio conta igualmente com um museu e centro interpretativo.

## Descrição

### Localização e composição

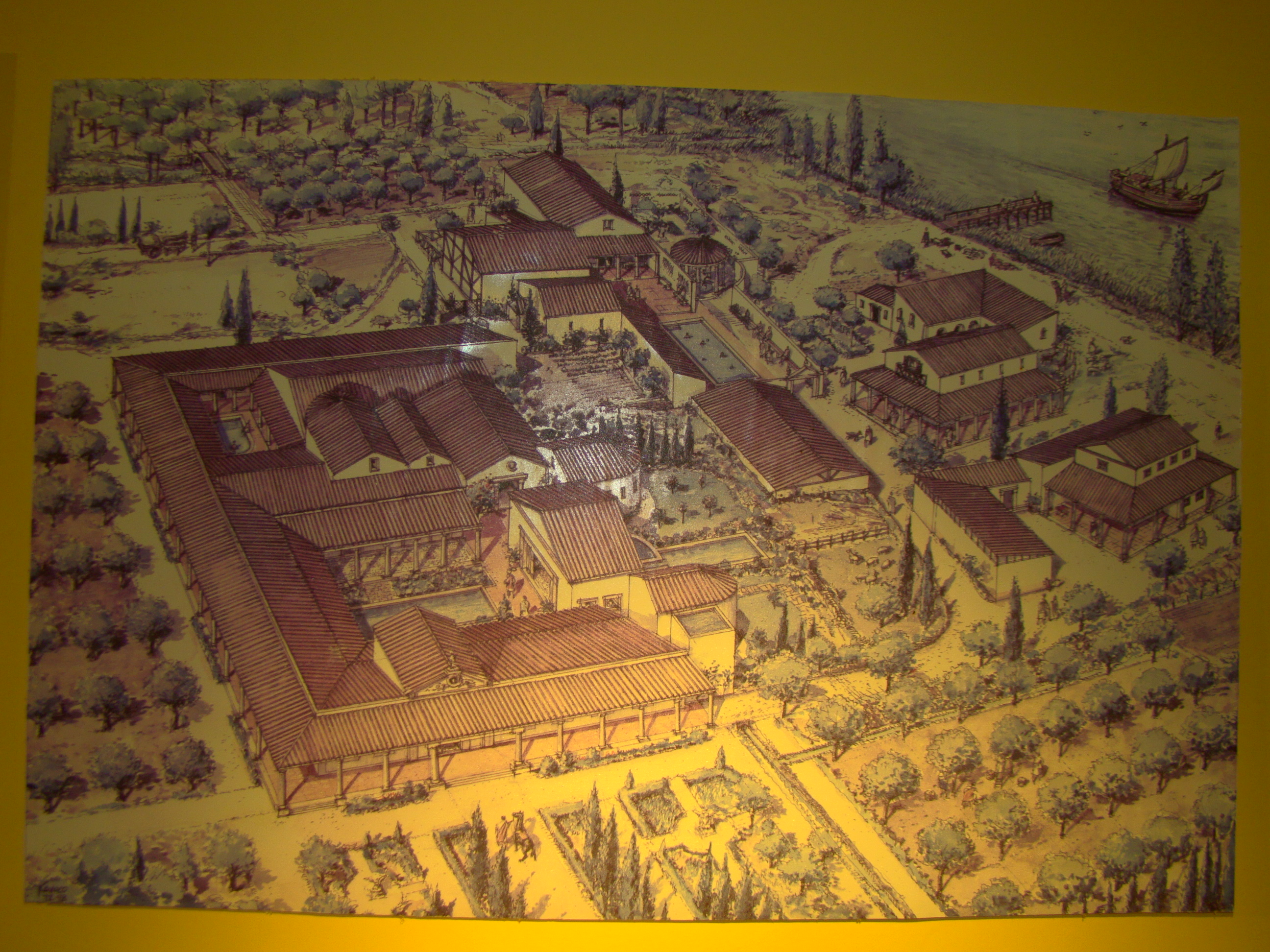
Reconstituição da villa romana

O sítio arqueológico está situado numa colina com cerca de seis metros de altitude, na margem oriental da Ribeira de Quarteira, junto a uma antiga laguna com o mesmo nome. Localiza-se numa zona litoral, distando apenas cerca de meio quilómetro em relação à faixa costeira, o que o deixa vulnerável aos efeitos da erosão costeira. Outra ameaça à preservação do sítio histórico é a pressão comercial e turística, uma vez que se situa junto ao centro de Vilamoura, estando parcialmente rodeado de edifícios contemporâneos, como hotéis e apartamentos.
O sítio arqueológico é composto principalmente pelas ruínas de uma antiga povoação portuária, centrada numa imponente villa rústica romana. No topo da colina estava situada a casa em si (Domus), que era formada por várias salas em redor de um peristilo, com tanque central, e por um complexo termal de grandes dimensões. No interior do edifício, deu-se uma especial atenção ao elemento aquático, tendo sido encontrados vestígios de canalizações que faziam a água jorrar de várias bicas e estátuas para o lago no pátio central, ele próprio composto como um jardim (hortus) Os vários compartimentos da casa incluíam uma sala de recepção e para refeições durante o verão (triclinium - triclínio), quartos de dormir (cubicula - cubículos), uma cozinha (coquina ou culina), e várias áreas funcionais, como um criptopórtico (cryptoporticus). No interior das termas, destaca-se a sala do frigidário (frigidarium), que foi considerada como uma das maiores deste tipo a nível nacional.
Na zona Oeste, junto às margens da antiga laguna, situava-se uma estrutura portuária, formada por um cais, um porticus e outras instalações, que prova que nessa altura a ria era navegável, dando acesso ao mar. Com efeito, foram encontrados fragmentos de muitas peças importadas, demonstrando que a villa estava ligada às rotas comerciais desse período. A zona produtiva estava situada a Este da villa, junto às termas, sendo composta por por vários tanques para o fabrico de derivados de peixe e de corantes, como a púrpura, que eram utilizados em tecidos. Nesta área também foram encontradas as ruínas de pequenos edifícios, que provavelmente seriam ocupadas pelos escravos, dos servos e dos trabalhadores. Durante a época muçulmana, um dos edifícios industriais foi dividido em vários compartimentos através da construção de paredes de taipa, de forma a criar várias unidades residenciais. Estas casas estavam organizadas de forma idêntica a outros exemplos do mesmo período na Península Ibérica, com uma planta de forma rectangular e compartimentos dispostos em redor de num pátio interno, com silos no seu interior. Cerca de 49 m a Leste da entrada principal da villa, foi encontrado um forno para cerâmica. A villa romana do Cerro da Vila não foi o único vestígio daquele período na freguesia de Quarteira, tendo sido encontrada uma outra villa em Vilamoura, que terá sido abandonada no século I, enquanto que em Quarteira foram descobertas moedas de prata, cetárias, e várias ruínas submersas.

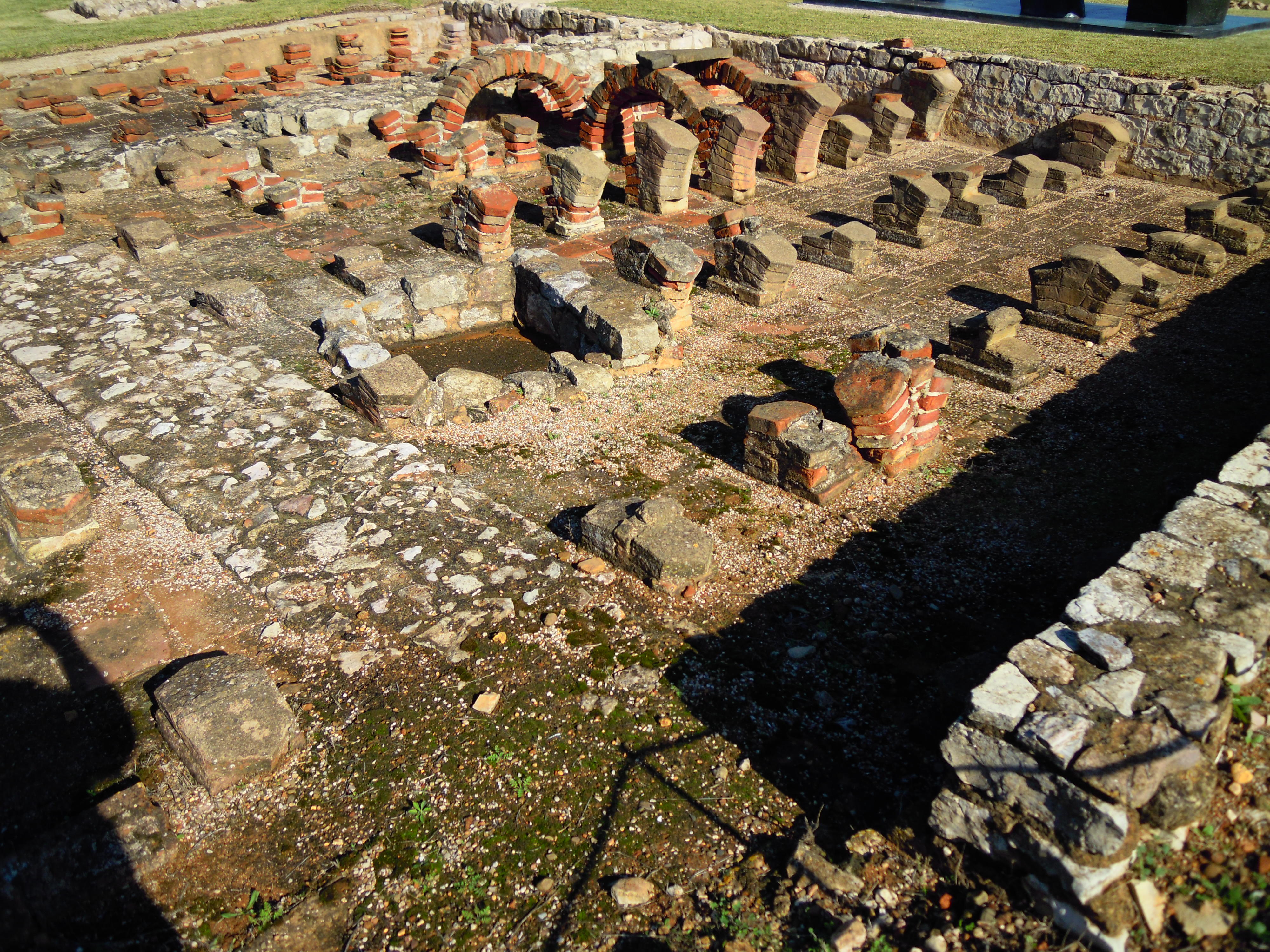
Ruínas das antigas termas em 2016, vendo-se as salas do caldário e tepidário.

A povoação também contava com duas áreas funerárias (columbarium - columbário), onde foram encontrados vestígios cerimonais e rituais de períodos diferentes, demonstrando as várias fases de ocupação pela qual passou o povoado. A zona a Leste era composta por dois mausoléus de formas distintas, onde eram preservados os restos mortais da família do dono da villa, sendo um deles semelhante ao templo de Milreu, com nichos no seu interior, onde eram colocadas as urnas com cinzas, e que terá funcionado entre os séculos II e III. Os restantes habitantes da povoação eram enterrados uma outra zona funerária a Nordeste, onde existiam várias sepulturas simples e de formas diferentes, tendo sido descoberta uma quantidade reduzida de espólio neste local. Esta área terá sido utilizada até aos séculos IV ou V. Também foram encontradas sepulturas em terrenos anteriormente ocupados por estruturas produtivas, que também tinham uma grande variedade de tipologias e formas, e onde foram descobertos vestígios do período visigodo, entre os séculos V e VI.

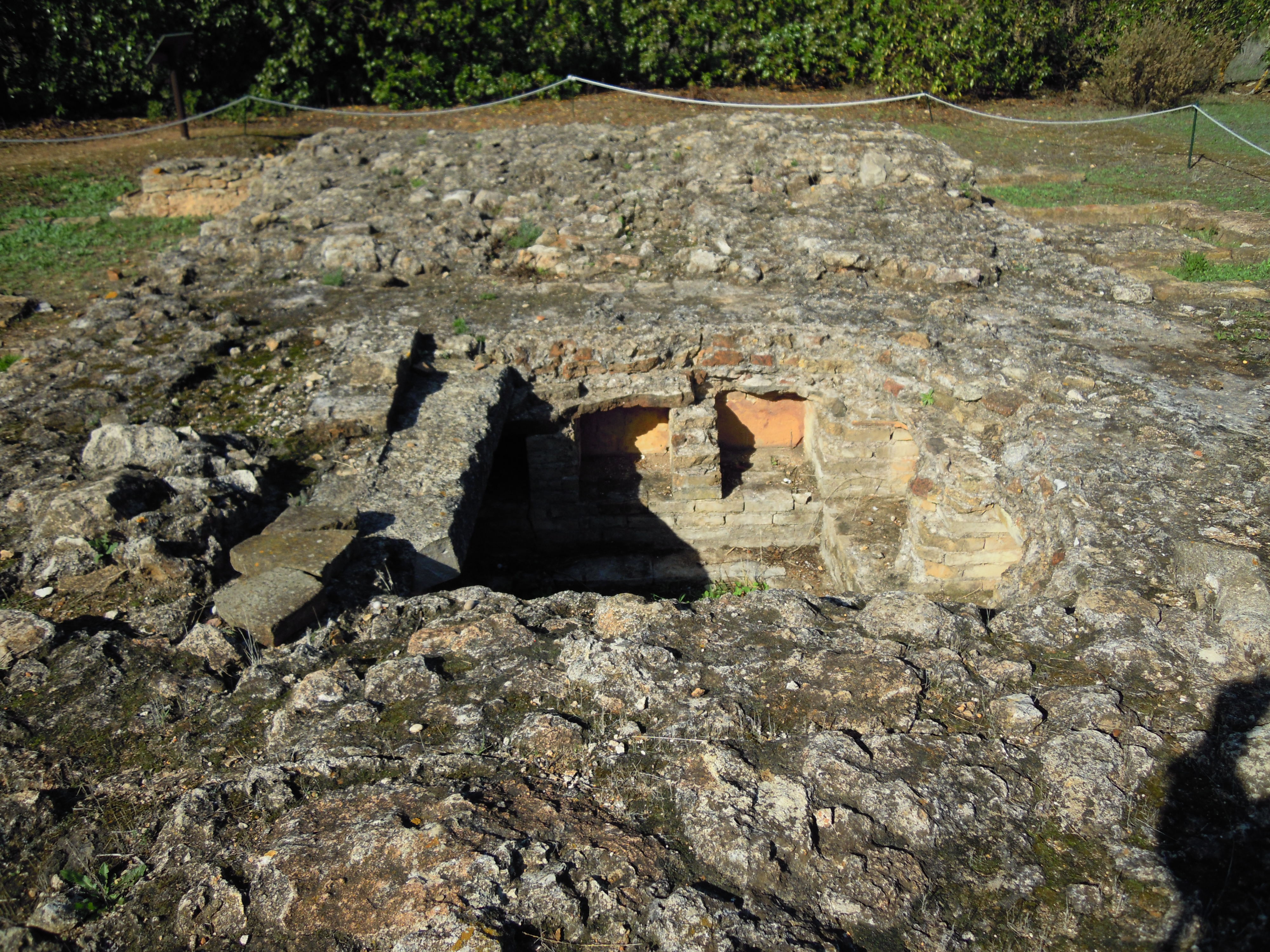
Antigo mausoléu no Cerro da Vila em 2016, vendo-se ainda os nichos onde eram colocadas as urnas funerárias

Para abastecer a povoação, foi construída uma barragem a cerca de 3 Km de distância, sendo o transporte da água feito a partir de um aqueduto. No interior da povoação foram encontrados vestígios de condutas de água.
O sítio arqueológico do Cerro da Vila dispôe de um centro interpretativo, onde foram preservado o espólio encontrado no local, como peças da Idade do Bronze e das épocas romana e islâmica, incluindo várias estelas medievais. O sítio conta igualmente com parque de estacionamento, e no interior das ruínas foi criado um percurso de visita sinalizado.

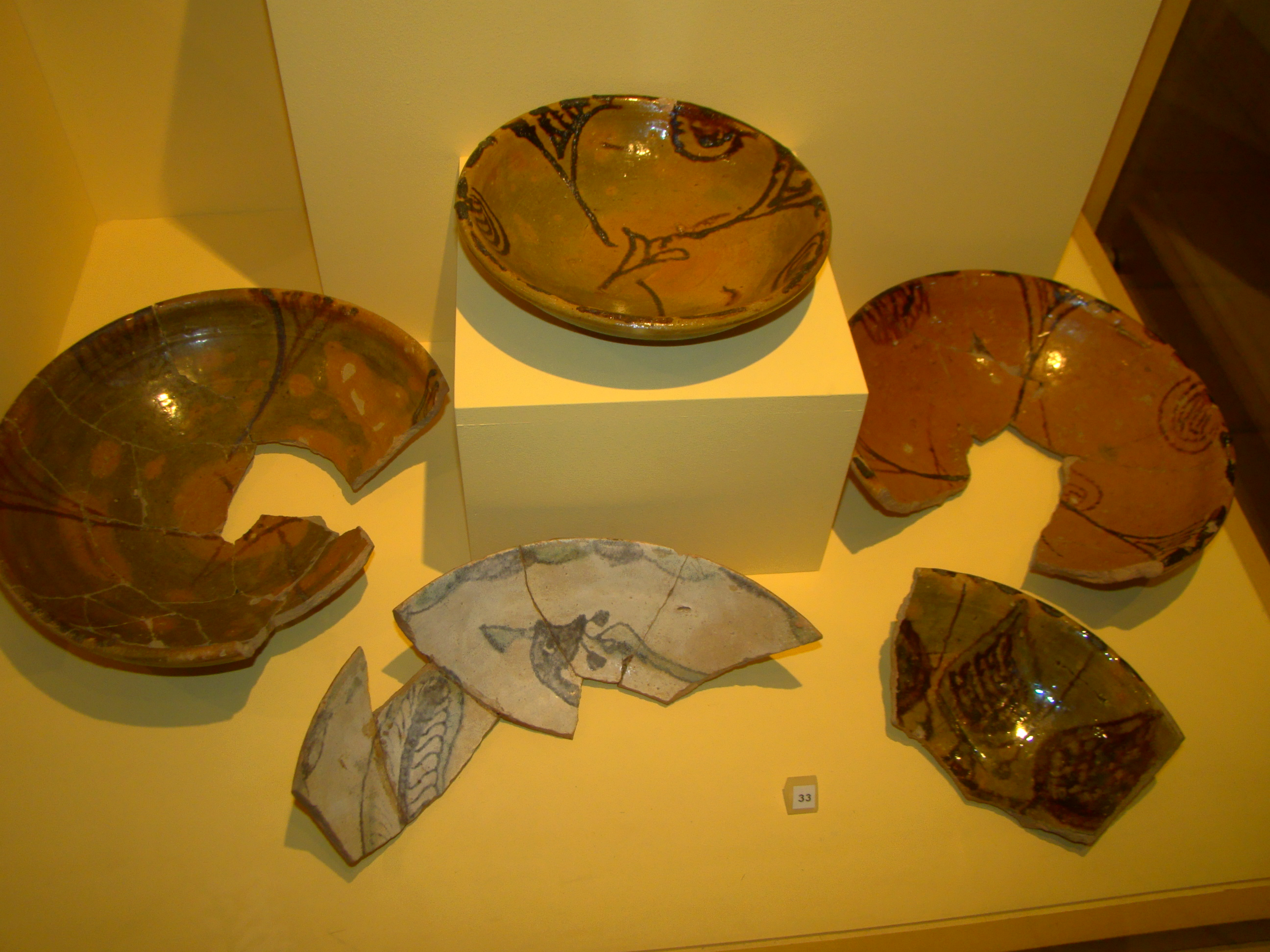
Peças de cerâmica islâmica, encontradas no Cerro da Vila

### Espólio
Os materiais encontrados no local incluem fragmentos de peças de cerâmica do período romano, como lucernas, ânforas e objectos de mesa de grande beleza, que foram produzidas tanto localmente como importadas, demonstrando que a região estava ligada a outros pontos da civilização romana. Foram igualmente recolhidas várias peças relativas ao reinado visigótico numa área sepulcral, e uma grande quantidade de materiais da época islâmica, incluindo recipientes em cerâmica e um tesouro monetário. Com efeito, o conjunto de peças de cerâmica muçulmana encontradas no sítio arqueológico foi considerado como um dos maiores e mais variados no Sul do país, chegando a ser equiparado aos espólios de Silves e Mértola. O espólio do Cerro da Vila também inclui vários fragmentos de peças em loiça e vidro, e vestígios osteológicos das eras romanas e islâmicas.

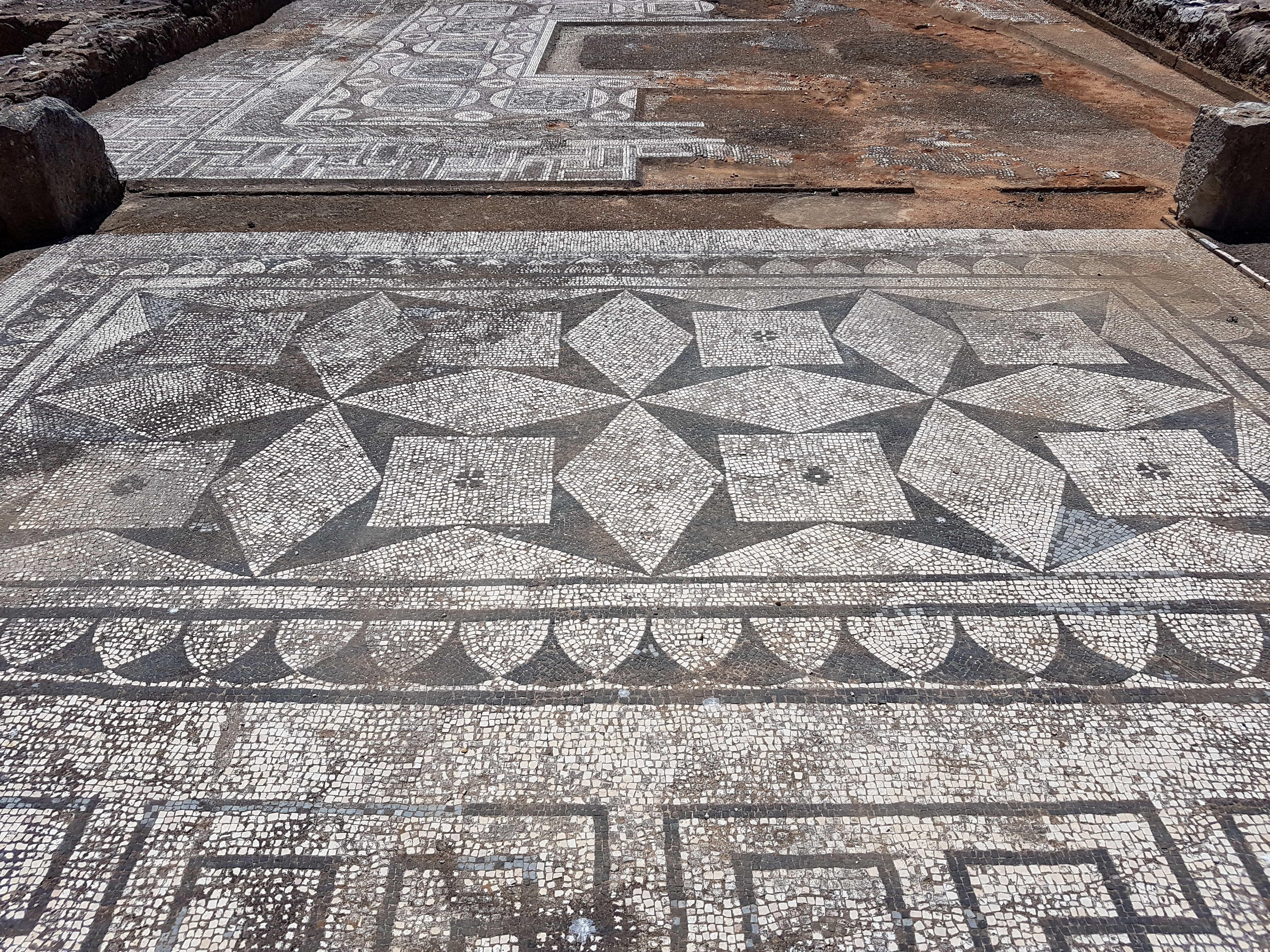
Painel de mosaicos geométricos, no interior de um antigo edifício

### Elementos decorativos
Um dos elementos mais conhecidos do Cerro da Vila são os pavimentos em mosaicos, que talvez tenham sido instalados há mais de 2000 anos. Estes painéis de mosaicos foram muito provavelmente executados pelos mesmos artistas que trabalharam em Milreu e Ossónoba, e que faziam parte de algum grupo itinerante, talvez vindo da cidade de Cartago, no Norte de África, que era então um dos maiores centros para mosaístas no império romano. Estes grupos de artistas tornaram-se famosos pela riqueza dos seus trabalhos, pelo que eram muito procurados pelos proprietários das villas, que pretendiam dessa forma aumentar o seu próprio prestígio.
A maior parte dos mosaicos no Cerro da Villa são polícromos, apresentando temas geométricos ou vegetais. A única exclusão é um painel no fundo de um tanque, por ser o único de desenho figurado e bícromo, onde está representada uma cena marítima. O fundo do painel é liso e em tons brancos, sendo os animais desenhados com recurso a contornos de cores escuras, tendo sido identificados dois peixes, um búzio, um bivalve, um polvo e um golfinho. No canto superior direito foi desenhado um tridente apontado à cabeça do golfinho, pelo que o painel poderá estar a representar a captura dos animais, sendo talvez uma alusão à pesca, que era uma das principais funções económicas do povoado. O tema dos animais marinhos era muito comum nos painéis de mosaicos romanos em território nacional, principalmente ao longo da faixa costeira, tendo sido encontrados por exemplo nas villas de Pisões, Fonte do Milho, Bracara Augusta e Milreu. Também foi identificado um pavimento que tinha sido decorado no sistema da pedra cortada (opus sectile).
Além dos mosaicos, a villa também estava decorada com várias pinturas a fresco nas paredes, com cores vistosas e desenhos florais e geométricos. Estas pinturas faziam conjunto com várias estátuas no interior da casa, principalmente de indivíduos do sexo masculino e de divindades.

## História

Evolução do complexo romano do Cerro da Vila

Devido à sua prolongada ocupação, dividida em várias fases, o povoado do Cerro da Vila é considerado um exemplo da evolução populacional na faixa costeira algarvia e das suas fortes capacidades económicas. Com efeito, afirmou-se como um importante núcleo comercial desde a sua origem, durante a antiga civilização romana, tendo continuado a apresentar uma certa prosperidade até aos finais da sua ocupação, já durante o período medieval islâmico.

### Antecedentes e período romano
A zona onde se situam as ruínas do Cerro da Vila terá sido ocupada desde o período pré-histórico, de acordo com os vestígios encontrados no local. Com efeito, junto à vila de Quarteira foi encontrado espólio do Paleolítico, e na praia foram identificados vestígios de um antigo povoado do Neolítico médio. Em Vilamoura, foi descoberta uma necrópole cronologicamente integrada nos períodos Paleolítico, Neolítico e dos finais da Idade do Bronze.

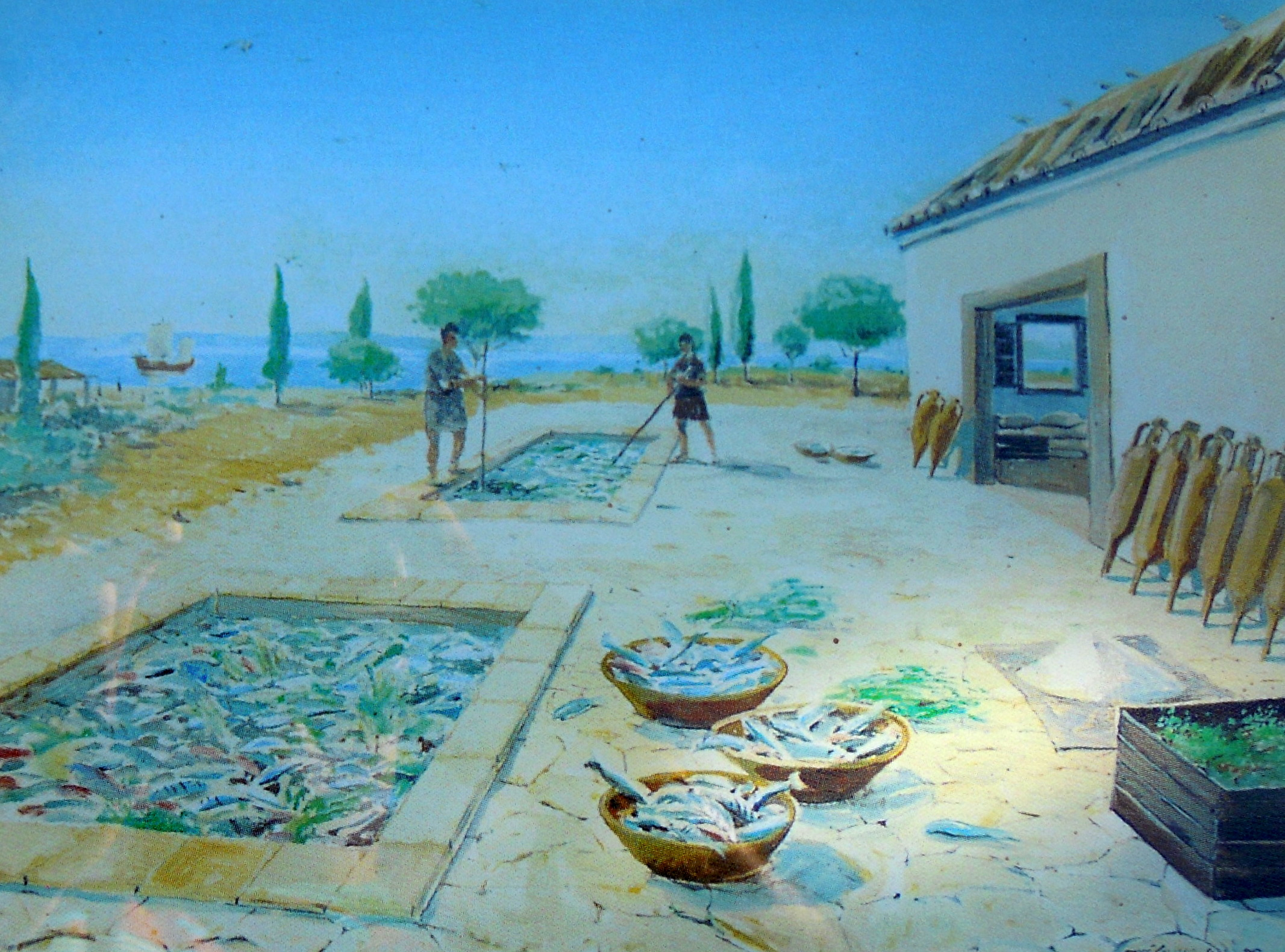
Reconstrução das cetárias em funcionamento

Após a conquista da Península Ibérica pelas forças romanas, no século I a.C., a faixa litoral junto à ponta Sudoeste da península foi uma das principais zonas para a colonização por parte das elites romanas, devido ao clima ameno e à riqueza piscícola e agrícola, além da sua estabilidade política em relação ao restante território, uma vez que estava relativamente protegida por cadeias montanhosas, pelo Rio Guadiana e por uma acidentada faixa costeira. Desta forma, foram estabelecidas importantes cidades junto à costa, como Balsa, junto a Tavira, e Ossónoba, no sítio da moderna cidade de Faro, que se afirmaram como centros económicos regionais devido às suas estruturas portuárias, que além de servirem uma rica indústria piscícola, também funcionavam como pontos de contacto com a metrópole e outros pontos da civilização romana. Uma vez que os portos possibilitavam a exportação em grande quantidade de mercadorias, isto permitiu o desenvolvimento de várias quintas em redor das cidades, que além de funcionarem como centros de produção agrícola e piscícola, também serviam como opulentas casas de campo para as elites, como sucedeu com o Cerro da Vila e a Abicada, no concelho de Portimão. Com efeito, no concelho de Loulé não foram encontrados vestígios de uma civitate, uma povoação do período romano que também funcionava como núcleo administrativo e político, pelo que o território seria administrado pela cidade de Ossónoba.
Segundo os vestígios de edifícios e o espólio encontrados no local, o local começou a ser habitado logo no século I a.C., tendo depois passado por várias fases de ocupação e construção, incluindo obras de expansão da villa no século II e principalmente a partir dos séculos III e IV, atingindo consideráveis dimensões. Estas alterações podem ser comprovadas pela sobreposição de pavimentos, incluindo alguns de mosaico. Um dos mausoléus destinados aos proprietários da villa funcionou entre os séculos II e III, enquanto que a zona sepulcral dos habitantes menos abastados foi utilizada até aos séculos IV ou V.

### Idade Média
De acordo com os vestígios encontrados no local, o povoado do Cerro da Vila continuou a ser ocupado após a queda da civilização romana. Durante a época visigótica, entre os séculos V e VI, a área funerária foi modificada, passando a ficar mais próxima da villa, sendo reutilizado o espaço de antigas estruturas industriais. Durante este período, o edifício da villa em si foi reconstruído e reutilizado.
O local foi habitado de forma consistente até ao século VII, já durante a Antiguidade Tardia, de acordo com vestígios encontrados na área sepulcral. Também foram descobertos restos de edifícios residenciais e diverso espólio, cronologicamente integrado entre os séculos VIII e os princípios do XI, durante o Domínio muçulmano na Península Ibérica. O período mais expressivo durante da ocupação islâmica terá sido entre os séculos IX e X, do qual datam vários vestígios de cerâmica e um tesouro monetário, tendo este último sido encontrado no interior de um silo, demonstrando que o povoado terá atingido ainda um certo nível de opulência, apesar de estar num período da instabilidade política. Desta forma, terá sido uma importante povoação rural, que chegou a ocupar todos os terrenos que pertenciam à antiga comunidade romana. Foram reaproveitadas algumas das estruturas originais, como uma antiga fábrica de transformação de produtos marinhos, que foi ocupada por unidades residenciais.

### Redescoberta e preservação das ruínas

#### Século XX
No longo período de tempo desde o seu abandono do povoado até à sua redescoberta, grande parte das suas estruturas foram destruídas, em parte devido à reduzida espessura do solo agrícola que as cobriu, e devido à conduta dos sucessivos proprietários dos terrenos, que destruíram as estruturas que encontravam. Desta forma, todas as paredes altas acabaram por ser derrubadas, embora os antigos edifícios que ficavam junto ao canavial tenham ficado ligeiramente melhor conservados.
O sítio do cerro da vila foi originalmente identificado por Estácio da Veiga, cujos resultados das investigações só foram publicados em 1910, já após o seu falecimento. Em 1963, o arqueólogo José Martins Farrajota estava de visita ao local quando viu que um tractor, que estava a lavrar o solo, fe levantar fragmentos de mosaicos romanos. As escavações sistemáticas iniciaram-se no ano seguinte, por um grupo de investigadores que incluía José Farrajota, Fernando de Almeida e o tenente-coronel Manuel Afonso do Paço, tendo decorrido até 1968. Em 1969 e 1970, as escavações foram feitas por Fernando Almeida, tendo sido descobertas as ruínas de compartimentos na villa romana, de vários tanques para a salga de peixe, de um balneário com duas piscinas, e do columbário. Em 1971, José Luís Martins de Matos fez trabalhos arqueológicos no Cerro da Vila, que além de escavações incluíram igualmente limpeza e consolidação das ruínas. Em 1972, e de 1979 a 1989, José Luís Martins de Matos voltou a dirigir campanhas de escavações, durante as quais também foram feitas obras de limpeza e consolidação das ruínas, e de restauro de várias peças. O sítio arqueológico foi classificado como Imóvel de Interesse Público pelo Decreto n.º 129/77, de 29 de Setembro. Entretanto, na década de 1960 iniciou-se um programa para construir de raiz de uma cidade turística na zona da Quinta e no Morgado da Quarteira, que teria o nome de Vilamoura. Em 1988 as ruínas foram abertas ao público, por iniciativa de André Jordan, presidente do Conselho de Administração da Lusotur, que era proprietária do empreendimento de Vilamoura.
Em 1990 e 1991, António Manuel Dias Diogo juntou-se a José Luís de Matos nas escavações, tendo sido investigada a zona para produção de derivados de pesca, onde foi encontrado um depósito de conchas. Em Setembro de 1994, foi feito o levantamento do desenho dos mosaicos no sítio arqueológico, no âmbito de um programa nacional para o estudo dos mosaicos romanos, conhecido como corpus. Os trabalhos foram retomados em 1997, tendo sido estudada a zona onde estava planeada a construção do museu arqueológico, onde foram encontrados materiais provavelmente dos séculos I e II. Em 1998 continuaram as sondagens, sendo investigada uma fossa que tinha sido reutilizada como lixeira para o entulho das obras de remodelação da villa. Em 1999 foi iniciado o levantamento de todas as estruturas no sítio arqueológico, incluindo os mosaicos e um pavimento em opus sectile, processo que foi concluído no ano seguinte. Também em 1999 o Cerro da Vila passou a fazer parte do Programa de Valorização e Divulgação Turística - Itinerários Arqueológicos do Alentejo e Algarve, organizado pela Secretaria de Estado da Cultura e pelo Ministério do Comércio e Turismo.

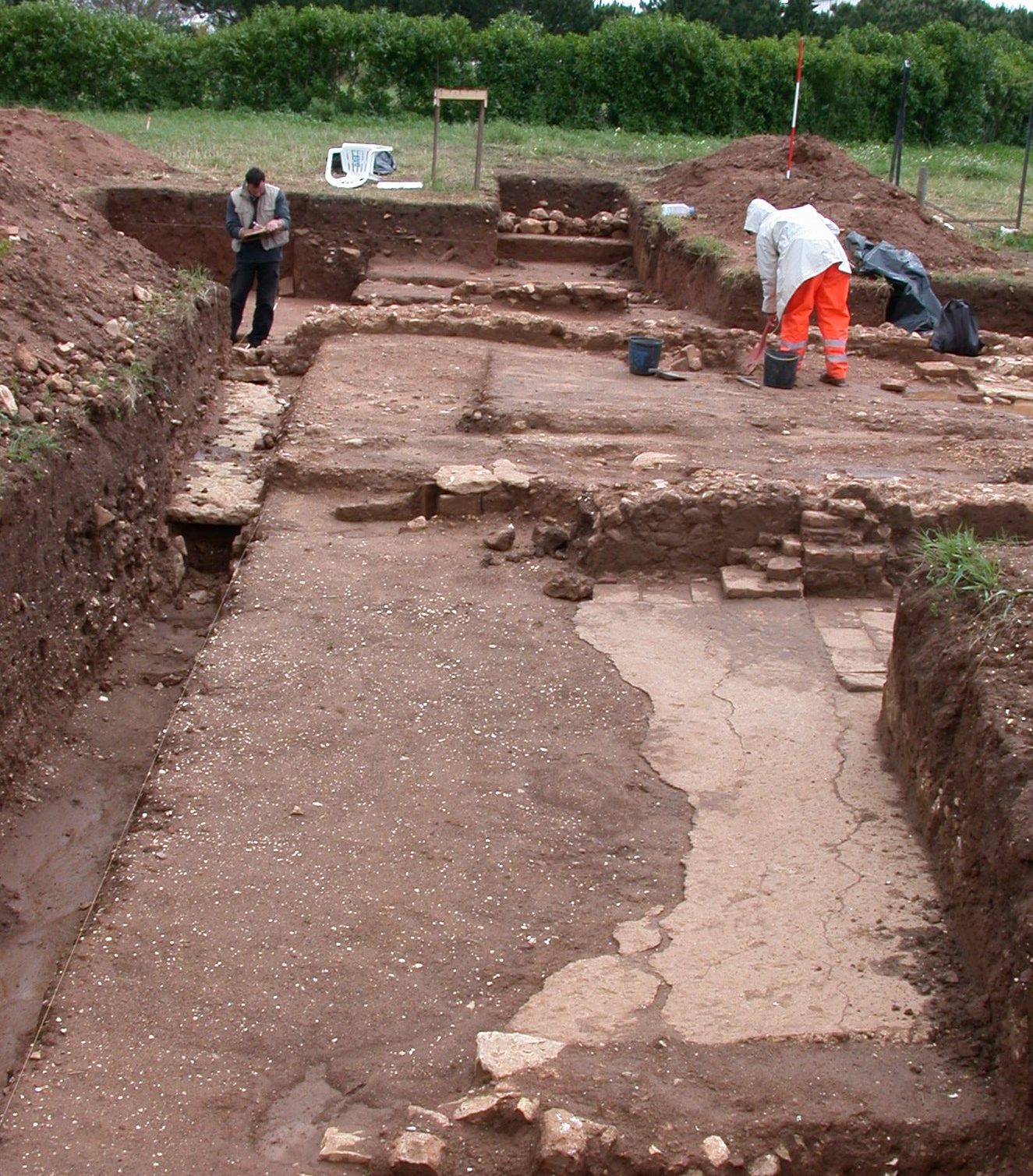
Escavações na zona a Oeste das ruínas, em 2002

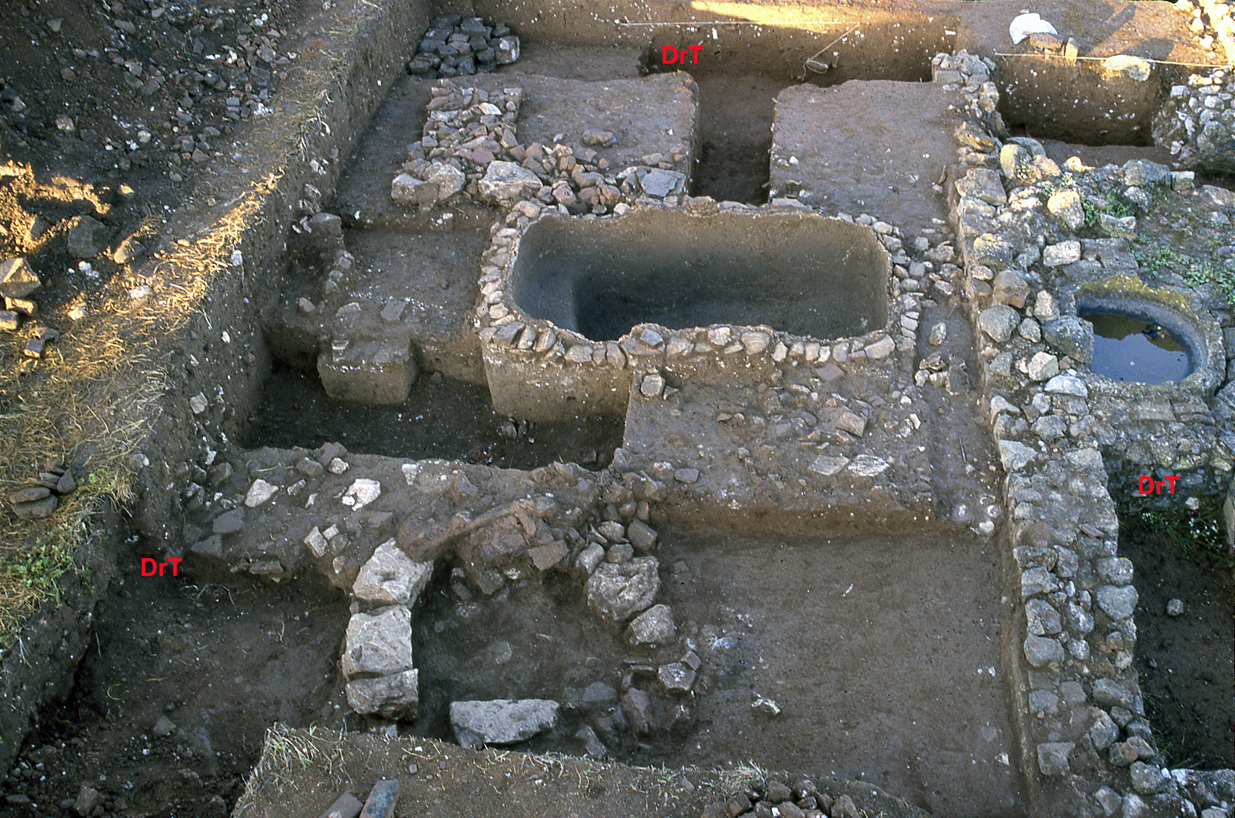
Vista da situação das escavações em 2003, vendo-se os vestígios de vários edifícios e tanques

#### Século XXI
Em 2001 o investigor alemão Felix Teichner investigou a arquitectura da antiga villa, de forma a compreender a sua morfologia em certos pontos, tendo-se por exemplo identificado um muro que fazia a ligação entre o corredor da villa e o lado oriental das termas, e constatado que uma torre no canto Sudoeste do complexo não poderia ser de grande altitude, devido à fraqueza da sua estrutura. Em 2002 foram estudados os mosaicos, e em 2007 foi feita uma prospecção geofísica no limite ocidental das ruínas, no âmbito do programa da Cidade Lacustre, que iria urbanizar os terrenos parcialmente em redor do sítio arqueológico. Estas últimas pesquisas mostraram que existiam vestígios pré-históricos e romanos, incluindo restos de edifícios, por baixo de uma camada de entulho recente, formado durante a construção da marina de Vilamoura, na Década de 1970.
Junto ao sítio arqueológico foi construído o Museu Monográfico do Cerro da Vila. Este espaço museológico foi criado principalmente com vista à diversificação da oferta turística na zona de Vilamoura, que nessa altura estava reduzida principalmente ao modelo tradicional do sol e praia. O centro de acolhimento e interpretação foi inaugurado em 2000, com desenho do arquitecto Fernando Galhano.
Em Outubro de 2018, o presidente da Câmara Municipal de Loulé revelou que o sítio arqueológico do Cerro da Vila iria fazer parte de um programa cultural no concelho, que incluiria igualmente as termas islâmicas no centro histórico de Loulé, e as estelas com Escrita do sudoeste que foram descobertas no Ameixial. Nessa altura, a autarquia de Loulé anunciou que estava a negociar a aquisição das ruínas com a empresa Vilamoura World, proprietária do complexo turístico, incluindo os terrenos onde se situava o monumento. Este processo iniciou-se cerca de um ano antes, durante a exposição Loulé: Territórios, Memórias e Identidades no Museu Nacional de Arqueologia, em Lisboa, que teve mais de 230 mil visitantes, e que se destacou como um exemplo da colaboração entre o governo central e as autarquias, em termos de arqueologia. Desde 1997 que está prevista no Plano de Urbanização de Vilamoura a instalação de um empreendimento conhecido como Cidade Lacustre, que servia para ampliar a zona de construção. Em 2008, este empreendimento teve um parecer positivo por parte da Agência Portuguesa do Ambiente, embora o estudo de impacto ambiental tenha admitido que a zona atingida incluía duas áreas consideradas sensíveis, sendo uma delas o conjunto das ruínas do Cerro da Vila, enquanto que a outra era a bacia hidiográfica da ribeira de Quarteira. Devido ao impacto negativo que teria no ambiente, o plano da Cidade Lacustre gerou considerável polémica, tendo sido criticado pela organização Almargem e por um movimento de cidadãos.
Em 2021, em contexto pandémico a estação arqueológica foi renovada, apresentando uma nova aplicação (app), conteúdos interativos, guias áudio e novos expositores com peças nunca antes exibidas. As obras foram feitas entre o final de janeiro e início de abril de 2021.

## Leitura recomendada
- SOARES, Miguel de Aragão (2016). A villa romana de Vilamoura: uma visita 1.ª ed. Coimbra: Palimage. 182 páginas. ISBN 978-989-703-144-1
- RAMOS, Nuno Sancho Ramos; FERREIRA, Ivone Dias; CARDOSO, António Homem Cardoso; RUSSEL, John; VIEGAS, Luísa Viegas; MONTEIRO, Ayala Monteiro (2013). Vilamoura 50 anos: reserva nacional de qualidade de vida 1.ª ed. Vilamoura: Inframoura. 154 páginas. ISBN 978-989-20-3590-1